# Rally van Griekenland 2016
De Rally van Griekenland 2016 of officieel Seajets Acropolis Rally was de 62e editie en de derde ronde van het Europees kampioenschap rally in 2016. Ralfs Sirmacis won de rally voor de eerste keer. De rally is van het ERC niveau en er doen dan ook geen WRC rally auto's mee. De hoogste klasse zijn de R5 wagens van Citroën, Ford, Peugeot, en Skoda. In totaal waren er 35 teams aan de start en er waren 12 opgaves.

## Deelnemers
Deelnemer die niet afkwam was:
- nummer 5: Robert Consani (Citroën DS3 R5).

| Nummer | Rijder                | Navigator           | Auto            |
| ------ | --------------------- | ------------------- | --------------- |
| 1      | Kajetan Kajetanowicz  | Jaroslaw Baran      | Ford Fiesta R5  |
| 2      | Aleksej Loekjanjoek   | Alexey Arnoutov     | Ford Fiesta R5  |
| 3      | Jaromir Tarabus       | Daniel Trunkat      | Škoda Fabia R5  |
| 4      | David Botka           | Peter Szeles        | Citroën DS3 R5  |
| 6      | Raul Jeets            | Andrus Toom         | Škoda Fabia R5  |
| 7      | Federico Della Casa   | Domenico Pozzi      | Peugeot 208 T16 |
| 8      | Tomasz Kasperczyk     | Damian Syty         | Ford Fiesta R5  |
| 9      | Lambros Athanassoulas | Elias Panagiotounis | Škoda Fabia R5  |
| 10     | Tomasz Kapserczyck    | Ireneusz Pleskot    | Ford Fiesta R5  |
| 11     | Ralfs Sirmacis        | Arturs Simins       | Škoda Fabia R5  |
| 12     | Antonin Tlustak       | Ladislav Kucera     | Škoda Fabia R5  |

## Overzicht van de rally
| Dag          | Proef | Naam                       | Lengte   | Tijd  | Winnaar              | Tijd    | Gem. snelh. (km/h) | Rallyleider         |
| ------------ | ----- | -------------------------- | -------- | ----- | -------------------- | ------- | ------------------ | ------------------- |
| Dag 1: 7 mei | KP1   | Seajets New Gravia 1       | 25,70 km | 10:08 | Ralfs Sirmacis       | 22:18.7 | 69,1               | Ralfs Sirmacis      |
| Dag 1: 7 mei | KP2   | Eko Racing Amfissa 1       | 14,29 km | 11:01 | Kajetan Kajetanowicz | 9:42.8  | 88,3               | Ralfs Sirmacis      |
| Dag 1: 7 mei | KP3   | Paleohori 1                | 12,43 km | 12:04 | Aleksej Loekjanjoek  | 9:08.7  | 81,6               | Ralfs Sirmacis      |
| Dag 1: 7 mei | KP4   | Seajets New Gravia 2       | 25,70 km | 14:47 | Kajetan Kajetanowicz | 21:53.0 | 70,5               | Ralfs Sirmacis      |
| Dag 1: 7 mei | KP5   | Eko Racing Amfissa 2       | 14,29 km | 15:40 | Kajetan Kajetanowicz | 9:25.7  | 90,9               | Ralfs Sirmacis      |
| Dag 1: 7 mei | KP6   | Paleohori 2                | 12,43 km | 16:43 | Aleksej Loekjanjoek  | 10:05.1 | 74,0               | Aleksej Loekjanjoek |
| Dag 2: 8 mei | KP7   | Eko Racing Eleftherohori 1 | 17,87 km | 08:55 | Kajetan Kajetanowicz | 11:40.5 | 91,8               | Ralfs Sirmacis      |
| Dag 2: 8 mei | KP8   | Seajets Rengini 1          | 11,61 km | 09:48 | Kajetan Kajetanowicz | 8:49.3  | 79,0               | Ralfs Sirmacis      |
| Dag 2: 8 mei | KP9   | Elatia/Karya 1             | 33,86 km | 10:16 | Kajetan Kajetanowicz | 24:21.3 | 83,4               | Ralfs Sirmacis      |
| Dag 2: 8 mei | KP10  | Eko Racing Eleftherohori 2 | 17,87 km | 13:06 | Aleksej Loekjanjoek  | 11:08.3 | 96,3               | Ralfs Sirmacis      |
| Dag 2: 8 mei | KP11  | Seajets Rengini 2          | 11,61 km | 13:59 | Kajetan Kajetanowicz | 8:46.2  | 79,4               | Ralfs Sirmacis      |
| Dag 2: 8 mei | KP12  | Elatia/Karya 2             | 33,86 km | 14:27 | Kajetan Kajetanowicz | 24:08.5 | 84,2               | Ralfs Sirmacis      |

### Eindklassement
| Pos. | Rijder                 | Navigator           | Auto                    | Tijd      | Verschil | Punten |
| ---- | ---------------------- | ------------------- | ----------------------- | --------- | -------- | ------ |
| 1    | Ralfs Sirmacis         | Arturs Šimins       | Škoda Fabia R5          | 2:53:12.5 | –        |        |
| 2    | Lambros Athanassoulas  | Elias Panagiotounis | Škoda Fabia R5          | 2:55:22.8 | +2:10.3  |        |
| 3    | Jaromir Tarabus        | Daniel Trunkat      | Škoda Fabia R5          | 2:55:54.9 | +2:42.4  |        |
| 4    | Raul Jeets             | Andrus Toom         | Škoda Fabia R5          | 2:58:54.4 | +5:41.9  |        |
| 5    | Wojciech Chuchala      | Daniel Dymurski     | Subaru Impreza STi N15  | 3:01:32.4 | +8:19.9  |        |
| 6    | Jaroslaw Koltun        | Ireneusz Pleskot    | Ford Fiesta R5          | 3:02:23.6 | +9:11.1  |        |
| 7    | Tomasz Kasperczyk      | Damian Syty         | Ford Fiesta R5          | 3:03:52.9 | +10:40.4 |        |
| 8    | Kajetan Kajetanowicz   | Jaroslaw Baran      | Ford Fiesta R5          | 3:07:10.6 | +13:58.1 |        |
| 9    | Jose Luiz Jacquet Rios | Hernán Vargas Peña  | Mitsubishi Lancer Evo X | 3:13:22.1 | +20:09.6 |        |
| 10   | Alexey Lukyanuk        | Roman Kapustin      | Ford Fiesta R5          | 3:13:28.0 | +20:15.5 |        |

Canarische Eilanden ·
Ierland ·
Griekenland ·
Azoren ·
België ·
Estland ·
Polen ·
Tsjechië ·
Letland ·
Cyprus